# Kobylanka (województwo zachodniopomorskie)
Kobylanka (niem. Kublank) – wieś w północno-zachodniej Polsce, w województwie zachodniopomorskim, w powiecie stargardzkim, siedziba gminy Kobylanka, na Równinie Pyrzycko-Stargardzkiej.
Kobylanka jest oddalona o 2,5 km od jeziora Miedwie, 10 km od Stargardu, 26 km od centrum Szczecina i zaledwie 8 km od jego granic administracyjnych.
W latach 1954–1972 wieś należała i była siedzibą władz gromady Kobylanka. W latach 1946–1998 miejscowość administracyjnie należała do województwa szczecińskiego.

## Transport
Kobylanka jest położona na wschód od węzła drogowego na drodze krajowej nr 10 (przebiegającej obwodnicą na północny zachód od wsi), przy drodze wojewódzkiej nr 120, oraz drodze gminnej do Stargardu, która przed budową obwodnicy stanowiła część drogi krajowej. Najbliższa stacja kolejowa Miedwiecko jest oddalona o 4,5 km na północ.

## Nazwa
Nazwa ma pochodzenie słowiańskie i charakter topograficzny, a co do jej historycznej struktury wysunięto następujące hipotezy etymologiczne:
- *Kobьja Lǫka – zestawienie dwóch psł. członów: przymiotnika *kobьja „kobyla” (por. strpol. koba „kobyła”) i nazwy pospolitej *lǫka „łąka”[4],
- *Kobylǫka – zestawienie dwóch psł. członów: przymiotnika *kobylьja „kobyla” i nazwy pospolitej *lǫka „łąka” z opuszczeniem jednej sylaby ze względów eufonicznych[4],
- *Kobylanъka – wyprowadzona od nazwy pospolitej *kobyla „kobyła” poprzez dodanie do niej formantu *-anъka[4].

Nazwa niemiecka jest adaptacją fonetyczną pierwotnej nazwy słowiańskiej. Pierwsze jej poświadczenia pochodzą z XIII wieku.

## Historia

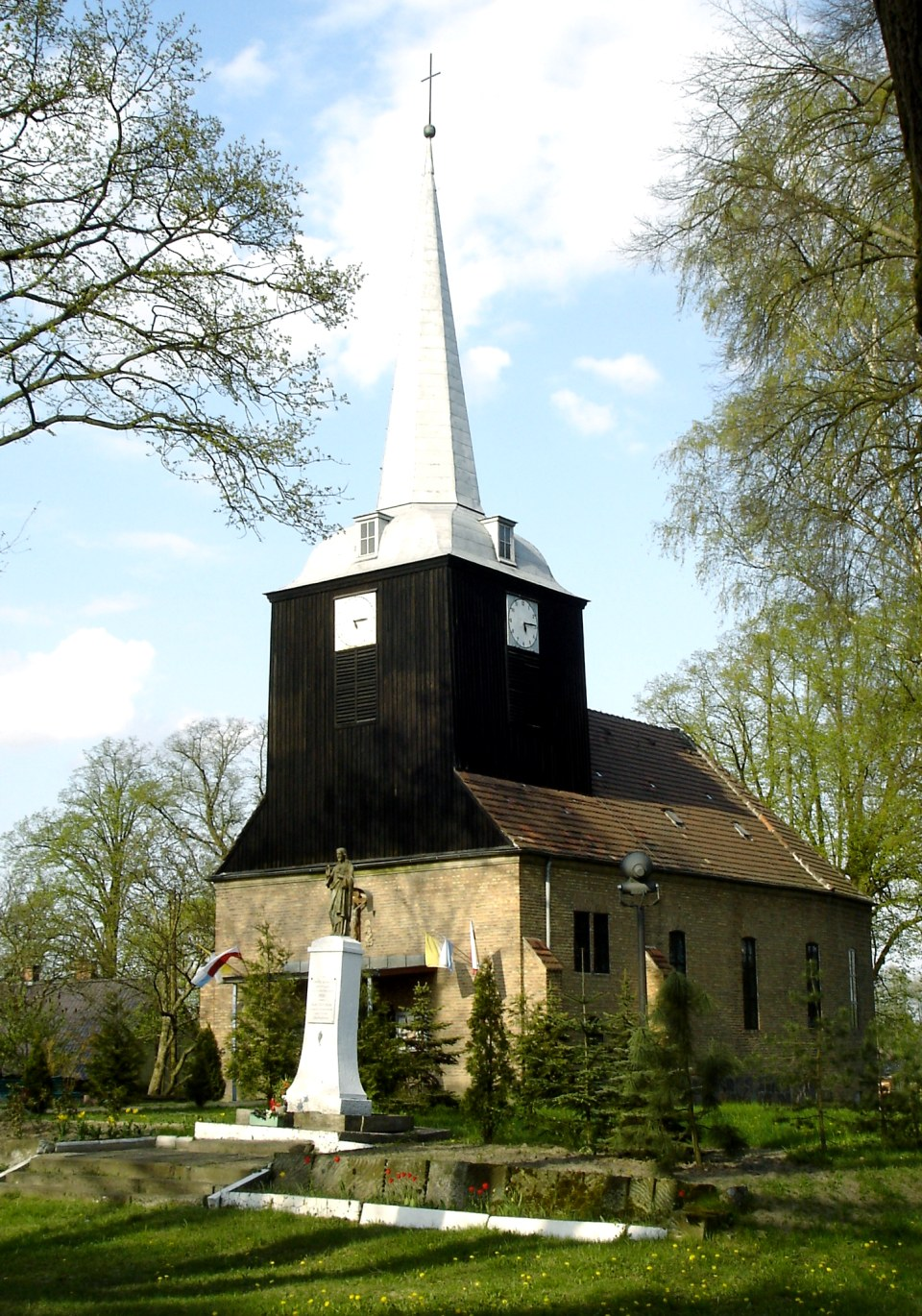
Kościół pw. św. Antoniego z Padwy

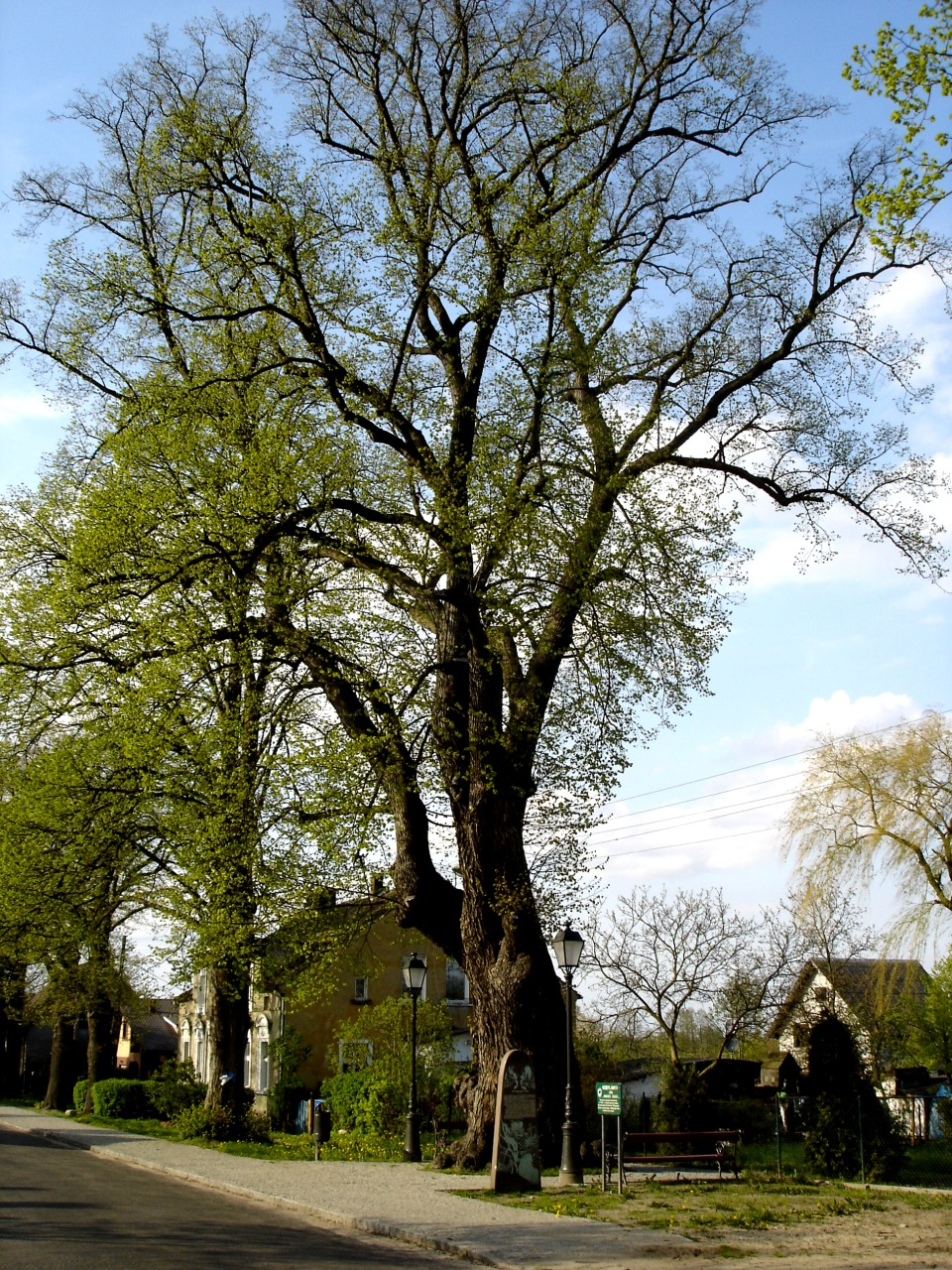
Lipa „Wieniec Zgody” z 1460 roku

Pierwsza wzmianka o wsi Kobylanka pochodzi z 1220 r. (lub jak podają inne źródła z 1233 r.), dokument jest związany z istniejącym już wówczas klasztorem cystersów w Kołbaczu, Kobylanka zaś była wsią przyklasztorną. Kolejna wzmianka o Kobylance pochodzi z roku 1304 i znajduje się w dokumencie dotyczącym rodziny książęcej i klasztoru cystersów w Kołbaczu. W 1304 roku książę szczeciński Otton I darował Kobylankę zakonowi cystersów w Kołbaczu (istnieje legenda jakoby cystersi wypasali na terenie Kobylanki konie, stąd nazwa Kobylanka). Gdy na Pomorzu Zachodnim w 1537 roku wprowadzono reformację, Kobylanka stała się częścią dóbr książąt zachodniopomorskich, a w 1648 roku elektorów brandenburskich. Wieś rozwijała się systematycznie przez cały XVIII wiek za sprawą intensywnej kolonizacji przeprowadzonej przez króla pruskiego Fryderyka Wielkiego. W 1786 roku w Kobylance zanotowano 43 gospodarstwa chłopskie, 25 chałupniczych oraz majątek karczmarza, łącznie zanotowano ok. 70 domostw. W połowie XIX w. w Kobylance mieszkało 534 osób i zanotowano 97 domów, pod koniec XIX w. Kobylanka liczyła 597 mieszkańców i 114 domostwa, zaś w 1939 roku już 629 mieszkańców i 158 domostw.

## Demografia
Według danych z 2012 roku wieś zamieszkiwało 1063 osoby.
| Lp. | Rok           | Ludność |
| --- | ------------- | ------- |
| 1   | połowa XIX w. | 534     |
| 2   | koniec XIX w. | 597     |
| 3   | 1939          | 629     |
| 4   | 2003          | 606     |
| 5   | 2004          | 640     |
| 6   | 2009          | 830     |
| 7   | 2011          | 1009    |
| 8   | 2012          | 1063    |

Dane pochodzą ze strony UG Kobylanka

## Kierunki rozwoju
W Kobylance rozwijają się: osadnictwo, usługi, handel oraz rzemiosło. Podstawowe uwarunkowanie stanowi decyzja o realizacji obejścia drogi ekspresowej S10 po stronie północnej terenów zabudowanych wsi Kobylanka. Na cele rozwoju osadnictwa urząd gminy wyznaczył tereny leżące po zachodniej i wschodniej stronie wsi Kobylanka oraz tereny w południowej części (po zachodniej i wschodniej stronie drogi wojewódzkiej Kobylanka – Kołbacz). Po stronie południowej drogi nr 10 Kobylanka – Stargard wyznaczono tereny na działalność usługowo-handlową.
Tereny pod rozwój funkcji osadnictwa mieszkaniowego urząd gminy wyznaczył również po południowo-zachodniej stronie drogi gminnej Kobylanka – Motaniec oraz po południowej stronie drogi gminnej Kobylanka – Jęczydół.

## Zabytki i obiekty historyczne

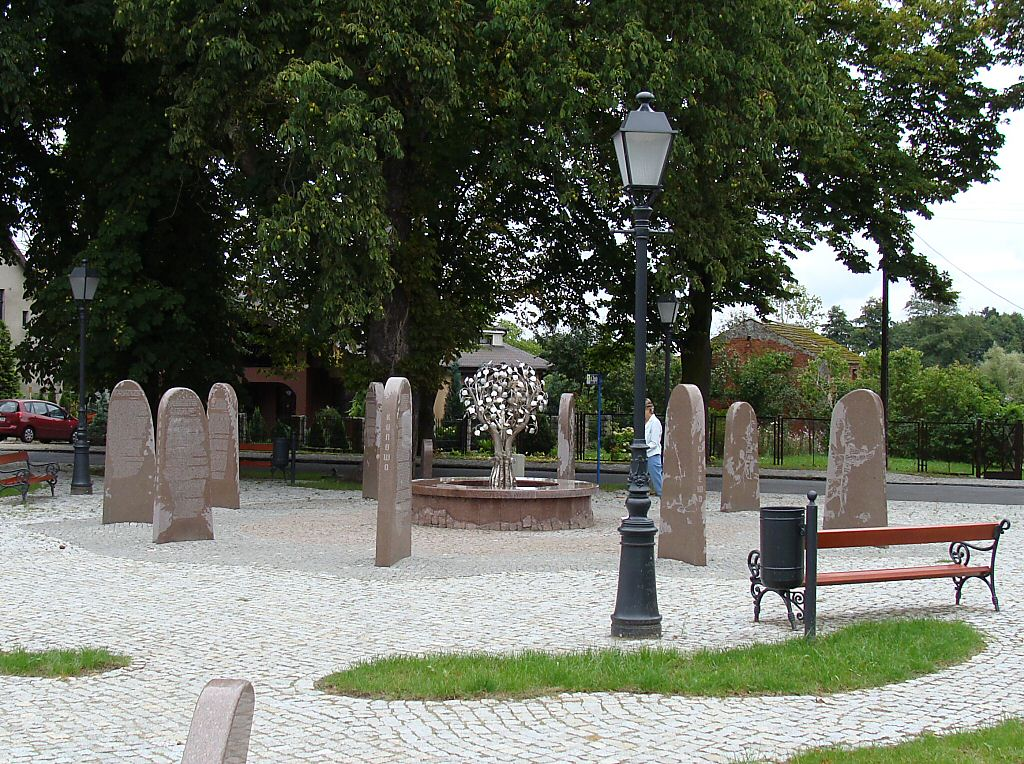
Plac przy lipie „Wieniec Zgody”

- Lipa „Wieniec Zgody”, która została zasadzona w 1460 roku przez burmistrzów Stargardu i Szczecina, jako symbol zakończenia walk tych miast o prymat nad handlem zachodniopomorskim. Na pamiątkę tego wydarzenia co 100 lat sadzi się lipę (przy ulicy Bolesława Chrobrego, gdzie słynna lipa jest zasadzona, rośnie cały ich szpaler)[7], w pobliżu jest Plac Zgody – z umieszczonym centralnie „drzewem-fontanną”;
- Stary poniemiecki cmentarz ewangelicki, znajdujący się w pobliżu ulic Szczecińskiej i Ks. Kard. Wyszyńskiego. Znajduje się na nim ok. 100 mogił głównie z przełomu XIX i XX wieku, pojedyncze mogiły znajdują się również przy kościele parafialnym pw. św. Antoniego z Padwy (jest tam najstarszy grób na terenie gminy – z 1873 roku) oraz na współczesnym cmentarzu przy ul. ks. Piotra Głogowskiego (wieloletniego proboszcza i kapłana parafii w Kobylance, który pełnił w niej posługę sakramentalną od 1948 roku aż do swej śmierci w 1996 roku). Na terenie cmentarza jest lapidarium ze stelami, ogrodzeniami i krzyżami grobów niemieckich z okolicznych miejscowości;
- Kościół pw. św. Antoniego Padewskiego z lat 1934–1936, z drewnianą wieżą nad fasadą, wybudowany na zrębach średniowiecznej świątyni[8], obok figura Jezusa, której postumentem jest dawny pomnik poległych w I Wojnie Światowej[9];
- domy wąskofrontowe z XIX w.